# Kōnan Railway
La Kōnan Railway Co., Ltd. (弘南鉄道株式会社, Kōnan Tetsudō Kabushiki-gaisha), est une société japonaise de transport ferroviaire assurant le transport de passagers dans l'ouest de la préfecture d'Aomori, au Japon. Elle exploite deux lignes ferroviaires, ainsi qu'un réseau de bus.

## Histoire
La Kōnan Railway est fondée le 27 mars 1926 et, le 7 septembre 1927, elle ouvre la ligne Kōnan aux voyageurs entre Hirosaki et Hirakawa.
Le réseau de bus entre en service le 24 juin 1931. Sa gestion est confiée à une filiale, la Kōnan Bus Company, le 17 avril 1947. 
Le 1er juillet 1948 la ligne est électrifiée. Puis, le 1er juillet 1950, elle est prolongée jusqu'à Kuroishi.
Le 25 juillet 1949, la société Hirosaki Electric Railway (弘前電気鉄道株式会社, Hirosaki Denki-Tetsudō Kabushika-kaisha) est créée, et, le 26 janvier 1952, elle met en service une ligne ferroviaire qui relie la gare d'Ōwani à celle de Chuo-Hirosaki.
Le 1er octobre 1970, la Hirosaki Electric Railway est achetée par la Kōnan Railway et sa ligne de chemin de fer est rebaptisée ligne Kōnan Ōwani.
1er novembre 1984, l'ancienne ligne Kuroishi de la Japanese National Railways est privatisée par le gouvernement japonais. Elle est achetée par la Kōnan Railway et est rebaptisée ligne Kuroishi Ōwani. Cette ligne est fermée en 1998.

## Lignes

Plan des lignes de la Kōnan Railway.

La Kōnan Railway gère deux lignes ferroviaires : la ligne Kōnan, qui relie la gare de Hirosaki à Hirosaki, sur la ligne Ōu, à celle de Kuroishi à Kuroishi, et la ligne Ōwani, qui connecte Hirosaki à la gare d'Ōwani sur la ligne Ōu.
Du 1er novembre 1984 au 1er avril 1998 la Kōnan Railway gérait aussi la ligne Kuroishi, une ancienne ligne appartenant à la Japanese National Railways.
| Ligne       | Nom japonais | Terminus              | Longueur (km) | Gares |
| ----------- | ------------ | --------------------- | ------------- | ----- |
| Ligne Kōnan | 弘南線       | Hirosaki - Kuroishi   | 16,8          | 13    |
| Ligne Ōwani | 大鰐線       | Ōwani - Chūō-Hirosaki | 13,9          | 14    |

## Matériel roulant
La Kōnan Railway utilise des rames ayant auparavant appartenu à la compagnie Tōkyū.

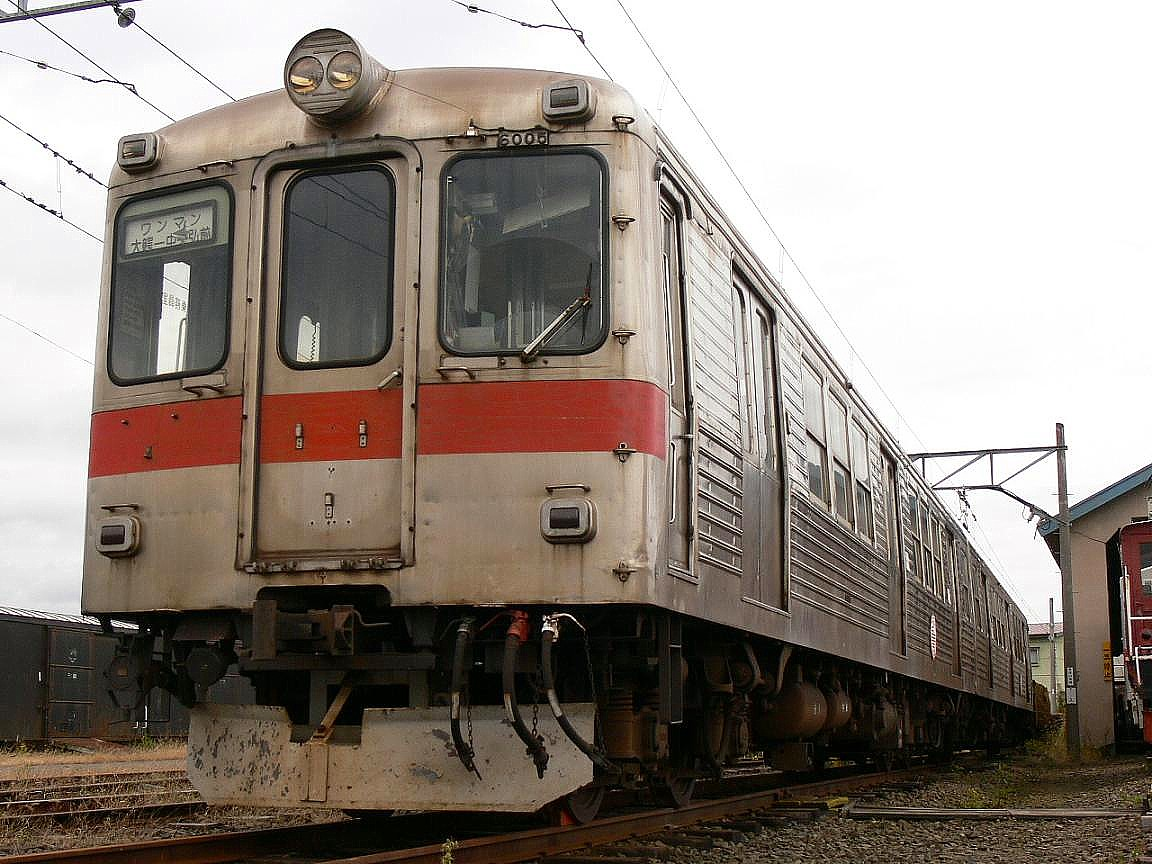
Série 6000
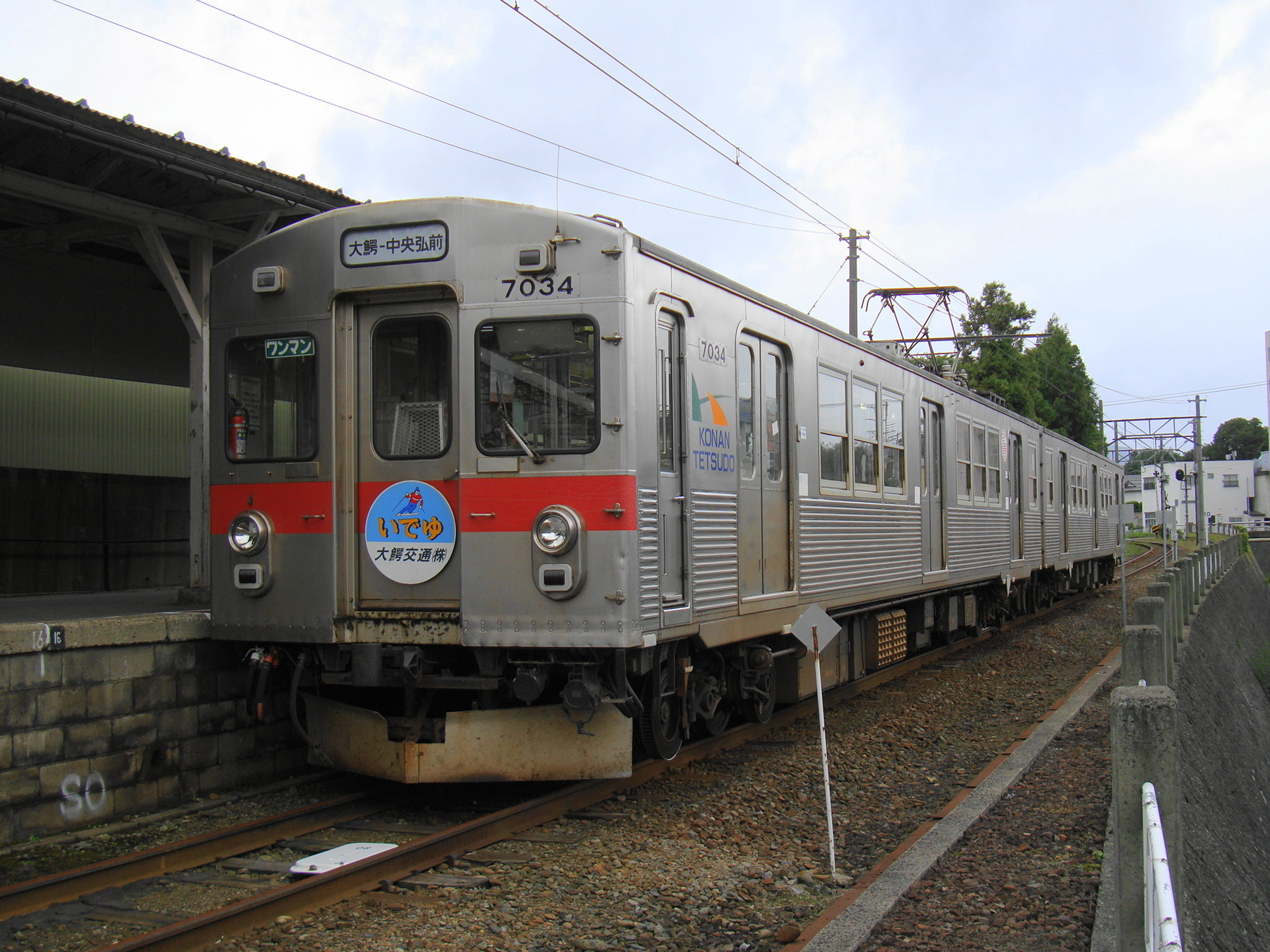
Série 7000